# Championnat de France féminin de water-polo
Le Championnat de France féminin de water-polo, également appelé Élite Féminin, est une compétition annuelle mettant aux prises les meilleurs clubs féminins de water-polo en France.  
Créé en 1983, le championnat est organisé par la Fédération française de natation. 
Le club le plus couronné de l'histoire est l'ASPTT Nancy avec 13 victoires finales. Le Club avec le plus de titres consécutifs est le LUC Métropole Water-Polo avec 11 victoires finales (série en cours). Désormais la ville de Nancy est représentée par le Grand Nancy Aquatique Club 

## Palmarès
| Edition | Saison    | Champion                                                  | Vice-Champion                                             |
| ------- | --------- | --------------------------------------------------------- | --------------------------------------------------------- |
| 1re     | 1982-1983 | Racing CF Paris                                           |                                                           |
| 2e      | 1983-1984 | Racing CF Paris (2)                                       |                                                           |
| 3e      | 1984-1985 | Racing CF Paris (3)                                       |                                                           |
| 4e      | 1985-1986 | Dauphins Créteil                                          |                                                           |
| 5e      | 1986-1987 | Dauphins Créteil (2)                                      |                                                           |
| 6e      | 1987-1988 | Dauphins Créteil (3)                                      |                                                           |
| 7e      | 1988-1989 | Dauphins Créteil (4)                                      |                                                           |
| 8e      | 1989-1990 | Dauphins Créteil (5)                                      |                                                           |
| 9e      | 1990-1991 | Dauphins Créteil (6)                                      |                                                           |
| 10e     | 1991-1992 | Dauphins Créteil (7)                                      |                                                           |
| 11e     | 1992-1993 | Dauphins Créteil (8)                                      |                                                           |
| 12e     | 1993-1994 | ASPTT Nancy                                               |                                                           |
| 13e     | 1994-1995 | ASPTT Nancy (2)                                           |                                                           |
| 14e     | 1995-1996 | ASPTT Nancy (3)                                           |                                                           |
| 15e     | 1996-1997 | ASPTT Nancy (4)                                           |                                                           |
| 16e     | 1997-1998 | ASPTT Nancy (5)                                           |                                                           |
| 17e     | 1998-1999 | Pélican Club Valenciennes-Anzin                           |                                                           |
| 18e     | 1999-2000 | ASPTT Nancy (6)                                           |                                                           |
| 19e     | 2000-2001 | ASPTT Nancy (7)                                           |                                                           |
| 20e     | 2001-2002 | ASPTT Nancy (8)                                           |                                                           |
| 21e     | 2002-2003 | ASPTT Nancy (9)                                           | USB Bordeaux                                              |
| 22e     | 2003-2004 | ASPTT Nancy (10)                                          | USB Bordeaux                                              |
| 23e     | 2004-2005 | ASPTT Nancy (11)                                          | USB Bordeaux                                              |
| 24e     | 2005-2006 | ASPTT Nancy (12)                                          | Olympic Nice Natation                                     |
| 25e     | 2006-2007 | Olympic Nice Natation                                     | ASPTT Nancy                                               |
| 26e     | 2007-2008 | ASPTT Nancy (13)                                          | Olympic Nice Natation                                     |
| 27e     | 2008-2009 | Olympic Nice Natation (2)                                 | ASPTT Nancy                                               |
| 28e     | 2009-2010 | Olympic Nice Natation (3)                                 | ASPTT Nancy                                               |
| 29e     | 2010-2011 | Olympic Nice Natation (4)                                 | ASPTT Nancy                                               |
| 30e     | 2011-2012 | Olympic Nice Natation (5)                                 | ASPTT Nancy                                               |
| 31e     | 2012-2013 | Olympic Nice Natation (6)                                 | Lille Métropole Water-Polo                                |
| 32e     | 2013-2014 | Lille Métropole Water-Polo                                | Olympic Nice Natation                                     |
| 33e     | 2014-2015 | Lille Métropole Water-Polo (2)                            | USB Bordeaux                                              |
| 34e     | 2015-2016 | Lille Métropole Water-Polo (3)                            | USB Bordeaux                                              |
| 35e     | 2016-2017 | Lille Métropole Water-Polo (4)                            | USB Bordeaux                                              |
| 36e     | 2017-2018 | Lille Métropole Water-Polo (5)                            | Olympic Nice Natation                                     |
| 37e     | 2018-2019 | Lille Métropole Water-Polo (6)                            | Olympic Nice Natation                                     |
| 38e     | 2019-2020 | Aucun titre décerné en raison de la pandémie de Covid-19. | Aucun titre décerné en raison de la pandémie de Covid-19. |
| 39e     | 2020-2021 | Lille Métropole Water-Polo (7)                            | Olympic Nice Natation                                     |
| 40e     | 2021-2022 | Lille Métropole Water-Polo (8)                            | Olympic Nice Natation                                     |
| 41e     | 2022-2023 | Lille Métropole Water-Polo (9)                            | Mulhouse Water-Polo                                       |
| 42e     | 2023-2024 | Lille Métropole Water-Polo (10)                           | Mulhouse Water-Polo                                       |
| 43e     | 2024-2025 | Lille Métropole Water-Polo (11)                           | Grand Nancy Aquatique Club                                |

## Bilan
| Rang | Clubs                           | Titre(s) | Année(s)                                                                       | Vice-champion(s) | Année(s)                                 |
| ---- | ------------------------------- | -------- | ------------------------------------------------------------------------------ | ---------------- | ---------------------------------------- |
| 1    | ASPTT Nancy                     | 13       | 1994, 1995, 1996, 1997, 1998, 2000, 2001, 2002, 2003, 2004, 2005, 2006 et 2008 | 5                | 2007, 2009, 2010, 2011 et 2012           |
| 2    | Lille Métropole Water-Polo      | 11       | 2014, 2015, 2016, 2017, 2018, 2019, 2021, 2022, 2023, 2024, 2025               | 1                | 2013                                     |
| 3    | Dauphins de Créteil             | 8        | 1986, 1987, 1988, 1989, 1990, 1991, 1992 et 1993                               |                  |                                          |
| 4    | Olympic Nice Natation           | 6        | 2007, 2009, 2010, 2011, 2012 et 2013                                           | 7                | 2006, 2008, 2014, 2018, 2019, 2021, 2022 |
| 5    | Racing CF Paris                 | 3        | 1983, 1984 et 1985                                                             |                  |                                          |
| 6    | Pélican Club Valenciennes-Anzin | 1        | 1999                                                                           |                  |                                          |
| 7    | USB Bordeaux                    | 0        |                                                                                | 6                | 2003, 2004, 2005, 2015, 2016 et 2017     |
| 8    | Mulhouse Water-Polo             | 0        |                                                                                | 2                | 2023, 2024                               |